# Denilho Cleonise
Denilho Cleonise, né le 8 décembre 2001 à Amsterdam aux Pays-Bas, est un footballeur néerlandais, qui évolue au poste d'ailier droit au RKC Waalwijk.

## Biographie

### Genoa CFC
Né à Amsterdam aux Pays-Bas, Denilho Cleonise est formé par l'Ajax Amsterdam, il fait également un passage de deux saisons à l'AZ Alkmaar avant de retourner à l'Ajax. En août 2018, Cleonise rejoint l'Italie, s'engageant avec le Genoa CFC, où il poursuit sa formation. Il est dans un premier temps intégré à l'équipe U19 du club.
C'est Thiago Motta, alors nommé entraîneur principal du Genoa quelques jours plus tôt, qui donne sa chance à Cleonise en équipe première. Le jeune ailier de 17 ans joue son premier match en professionnel le 9 novembre 2019, lors d'une rencontre de Serie A face au SSC Naples. L'ailier entre en jeu à la place de Goran Pandev et les deux équipes se neutralisent (0-0 score final),.

### FC Twente
Le 18 août 2021, Denilho Cleonise retourne aux Pays-Bas, s'engageant librement avec le FC Twente. Il signe un contrat de deux ans une deux années supplémentaires en option. Il joue son premier match pour Twente le 22 août 2021, faisant par la même occasion ses débuts en d'Eredivisie, contre l'Ajax Amsterdam. Il entre en jeu à la place de Luka Ilić et les deux équipes se neutralisent (1-1).

### RKC Waalwijk
Non conservé par le FC Twente après deux saisons passées au club, Denilho Cleonise rejoint librement le RKC Waalwijk lors de l'été 2023. Le transfert est annoncé le 26 juin 2023 et il signe un contrat de deux ans, soit jusqu'en juin 2025,.
Cleonise inscrit son premier but pour Waalwijk le 4 novembre 2023, lors d'une rencontre de championnat face au Feyenoord Rotterdam. Titulaire, il ouvre le score, mais son équipe est tout de même battue par deux buts à un.